# 雅尼雅典卫城现场音乐会
雅尼雅典卫城现场音乐会（英語：Yanni Live at the Acropolis）是当代新世纪音乐大师雅尼于1993年9月25日在希腊雅典巴特农神庙进行的一场音乐会。该专辑在1994年发行，该专辑曾在美国告示牌新世纪音乐排行榜排名第一，在告示牌200排行榜上最高排名第五。根据音乐会所拍摄的电影也获得艾美奖杰出灯光指导等奖项提名。
在与美国公共电视网的3年合约，该现场音乐会的特别节目是公共电视网筹款的主要方式，共筹款1300万美元，并售出了75万家用视频影像和700万张专辑。在65个国家超过5亿观众收看了该音乐会，并且音乐会的视频录影是有史以来销售第二高的音乐录影。
雅尼的之后的相应巡回音乐会是《1994年雅尼现场音乐会》。

## 历史
这是雅尼的第一张现场音乐专辑，除了自己核心音乐团队，还动用了英国皇家管弦乐团，并邀请夏德·罗哈尼（Shardad Rohani）担任当场音乐的指挥。雅尼曾说“尽管我已离开了希腊已经超过二十来年，不过回到卫城在这里演出一直是我的梦想，这个目标我花了一年半的时间来计划和完成，我非常感谢我的乐队和成员，以及帮助我实现梦想的所有人”
在2004年的采访中，鼓手 查理·亞當斯（Charlie Adams）被问及25年来与雅尼合作哪次演出在你的头脑中让你最难忘。亚当斯回答说，“当然是雅尼雅典卫城现场音乐会，每晚在一万人面前演出，正好在希腊雅典神殿下面，这使我非常激动。对于雅尼来说这是他第一次在自己的家乡给自己的家乡父老演出这使他心里非常温暖。同样，你要知道我在众多不说英语的人面前独自击鼓，并与我的鼓声一同反映。我真切的感受到鼓声可以和他们交流。鼓声和音乐都是国际性的语言。这对于我的余生是一个重要经历。”同样，键盘手布勒利·约瑟夫（Bradley Joseph）回忆说，“当我回想到当年，其中让我难忘就是雅尼雅典卫城现场音乐会。想象不同文化再次交汇，不用再考虑语言、设备、旅行、天气的问题。我现在还能描绘出警察在演出前驱使他们的犬排查炸弹危险的情形，人们仍在问我那场演出对我影响如何。”小提琴手克伦·布里格斯（Karen Briggs）由于音乐会当晚的装束，得到了一个红衣少女（The Lady in Red）的称号。

## 评价
雅尼雅典卫城现场音乐会是雅尼最经典，质量最高的一次现场音乐会专辑，受到音乐界广泛赞扬。音乐开场曲目《Santorini》被各大电视节目作为背景音乐，其它曲目也是乐风多变。在中国，更是因此张专辑使众多乐迷认识了雅尼，并通过这张专辑开始了解新世纪音乐。

## 专辑
该张专辑在美国告示牌新世纪音乐排行榜排名第一，在告示牌200排行榜最高排名第五。

### 歌曲列表
1. "Santorini" – 6:57
2. "Keys to Imagination" –  7:35
3. "Until the Last Moment" –  6:37
4. "The Rain Must Fall" –  7:24
5. "Acroyali/Standing in Motion"（Medley）–  8:51
6. "One Man's Dream" – 3:36
7. "Within Attraction" – 7:46
8. "Nostalgia" – 5:46
9. "Swept Away" – 9:22
10. "Reflections of Passion" –  5:22

### 美国唱片业协会认证
美国唱片业协会的黄金和白金唱片认证数据如下：
- 《雅尼雅典卫城现场音乐会》1994年5月5日被认证为白金唱片
- 《雅尼雅典卫城现场音乐会》1994年5月5日被认证为黄金唱片
- 《雅尼雅典卫城现场音乐会》1995年9月28日被认证为多白金唱片2级
- 《雅尼雅典卫城现场音乐会》1998年4月23日被认证为白金唱片3级

## 电影
该音乐会的电影版本于1994年发行，并在美国公共电视网上播出，并且是为公共电视网筹款最高的电视节目。65个国家和地区超过5亿人观看了演出，该音乐录影共卖出7百万张， 
是第二高的销售记录。
该录影得到了1994年艾美奖杰出灯光指导奖的提名。当晚音乐会灯光指导由Lee Rose、Richard Ocean、David 'Gurn' Kaniski完成的。

### 歌曲列表
1. "Santorini"
2. "Until the Last Moment"
3. "Keys to Imagination"
4. "The Rain Must Fall"
5. "Felitsa"
6. "Within Attraction"
7. "One Man's Dream"
8. "Marching Season"
9. "Nostalgia"
10. "Acroyali"
11. "Aria"
12. "Swept Away"
13. "Reflections of Passion"
14. "The End of August"

### 美国唱片业协会认证
- 雅尼雅典卫城现场音乐会1994年5月5日被认证为白金视频大碟
- 雅尼雅典卫城现场音乐会1994年5月5日被认证为黄金视频大碟
- 雅尼雅典卫城现场音乐会1994年8月30日被认证为多白金视频大碟2级
- 雅尼雅典卫城现场音乐会1994年9月13日被认证为多白金视频大碟3级
- 雅尼雅典卫城现场音乐会1995年3月28日被认证为多白金视频大碟5级
- 雅尼雅典卫城现场音乐会1998年4月22日被认证为多白金视频大碟6级

## 音乐会人员[12]
- 除歌曲Aria，所有的歌曲都是由雅尼作曲，制作。
- 管弦乐：英国皇家管弦乐团
- 指挥：夏德·罗哈尼（Shardad Rohani）

### 乐队
- 查理·亚当斯 鼓手
- 克伦·布里格斯（Karen Briggs）小提琴
- 迈克尔·布鲁诺（Michael "Kalani" Bruno）手鼓
- Ric Fierabracci贝司手
- 朱莉·霍米（Julie Homi）键盘手
- 布勒利·约瑟夫（Bradley Joseph）键盘手
- 小提琴二重奏  克伦·布里格斯和夏德·罗哈尼
- Aria演唱：Darlene Koldenhoven以及林恩·戴维斯（Lynn Davis）

### 制作
- 安迪·罗斯（Andy Rose）录制
- 雅尼在其个人音乐室引擎及混音
- 安排调度理查德·博卡斯（Richard Boukas）和夏德·罗哈尼（Shahrdad Rohani）
- 诺曼·摩尔（Norman Moore）艺术指导和设计
- 林恩戈德史密斯（Lynn Goldsmith）摄影